# Jean-Michel Le Boulanger
Jean-Michel Le Boulanger, né le 11 avril 1956 à Châlons-sur-Marne, est un auteur et homme politique français.

## Biographie

### Carrière professionnelle
Jean-Michel Le Boulanger est le fils de parents trégorrois. Docteur ès lettres, il est maître de conférences de géographie à l'université de Bretagne-Sud, à Lorient. Il est également le fondateur du master « métiers du patrimoine : politiques patrimoniales et développement culturel » de cette université.
Militant associatif de l'éducation populaire, il est responsable de la MJC de Douarnenez, dans les années 1980, avant de présider le port-musée de Douarnenez, à sa fondation, au début des années 1990,
ainsi que les Fêtes maritimes de Douarnenez de 2000 à 2010.
En 2021, il est élu président du festival Etonnants voyageurs, Festival international du livre et du film, organisé chaque année à Saint-Malo.

### Carrière politique
En mars 2010, il est élu conseiller régional de la région Bretagne, dont il devient vice-président chargé de la culture et des pratiques culturelles, auprès du président Jean-Yves Le Drian.
Il est réélu vice-président du Conseil régional de Bretagne à la culture et à la communication en décembre 2015.
Le 22 juin 2017, alors que Loïg Chesnais-Girard est élu président du Conseil régional, il devient 1er vice-président, chargé de la Culture et de la démocratie régionale. Après deux mandats, 2010 - 2021, il ne se représente pas aux élections régionales de 2021.

### Carrière d'auteur
Il participe à de nombreuses publications, ouvrages collectifs, actes de colloques, articles de revue sur l'histoire et la géographie de la Bretagne ou sur les politiques culturelles.
En 2013, il publie un essai sur les questions identitaires et les sentiments d'appartenance qui lient les Bretons aux territoires, de la Révolution française au XXIe siècle. Cet ouvrage, Être breton ?, préfacé par Jean-Yves Le Drian, reçoit le prix du Livre produit en Bretagne en 2014.
En 2016, il publie le Manifeste pour une France de la diversité aux éditions Dialogues. Cet ouvrage bénéficie d'une longue préface d'Edwy Plenel, fondateur de Médiapart.
En 2017, au cœur d'une campagne présidentielle où l'on parle bien peu d'art, de création et de politiques culturelles[réf. nécessaire], il publie Éloge de la culture en temps de crise aux éditions Apogée, avec une préface de Michel Le Bris. Une nouvelle édition enrichie de cet ouvrage est publié en 2019, avec une préface d'Yvon Le Men, un hommage à Yann-Fañch Kemener et une postface de Michel Le Bris.
Fin 2019, il publie son premier roman, Des Printemps en Bretagne, qui obtient le Prix de littérature 2021 du Lions clubs International – Ouest.
En 2021, avec Mohamed Loueslati, imam des prisons françaises, et Jean-Paul Vesco, évêque d'Oran, il publie aux éditions Bayard un ouvrage sur la fraternité : Une fraternité, des fraternités.
En 2022 est publiée une nouvelle édition de Flanchec, la biographie d'un personnage très romanesque, ouvrage paru pour la première fois en 1997.
En 2023, il publie deux ouvrages. Mon pays dans le ciel, texte autobiographique, et Sur les bords du monde, le Raz de Sein, avec le peintre Fañch Moal.

## Ouvrages
- Mon pays dans le ciel, suivi de Stèles, récit, 298 pages, Editions Goater, Rennes, 2023,  (ISBN 978-2-38367-018-6)
- Sur les bords du monde, le Raz de Sein, avec Fañch Moal, 190 pages, Locus-Solus, Châteaulin, 2023,  (ISBN 978-2-36833-429-4)
- Flanchec, 474 pages, Editions Goater, Rennes, 2022,  (ISBN 979-1-09746-584-1)
- Une fraternité, des fraternités, 188 pages, Bayard, Paris, 2021,  (ISBN 978-2-2274-9971-3)
- Des Printemps en Bretagne, 200 pages, Editions Goater, Rennes, 2019 (ISBN 979-1-097465-36-0)

- Éloge de la culture en temps de crise, préface de Michel Le Bris, 86 pages, Editions Apogée, Rennes, 2017 (1re édition), 2019 (2e édition)  (ISBN 978-2-84398-495-2)
- Manifeste pour une France de la diversité, préface d'Edwy Plenel, 94 pages, Éditions Dialogues, Brest. Distribué par Coop-Breizh et Interforum, 2016,  (ISBN 978-2-36945-048-1).
- Être breton ? , préface de Jean-Yves Le Drian, 400 pages, Éditions Palantines, Quimper, 2013, 1re édition, 2014, 2e édition. Distribué par Coop Breizh  (ISBN 978-2-35678-087-4).
- Cornouaille : port de pêche, Éd. Palantines, Chambre de commerce et d'industrie de Quimper Cornouaille, 2009  (ISBN 978-2-35678-004-1)
- Fañch Moal, Éd. Palantines, 2008 avec Jean-Jacques Chapalain  (ISBN 978-2-911434-93-8)
- Quimper, Éd. Palantines, 2006, avec Serge Duigou  (ISBN 2-911434-58-7)
- Cap-Sizun : au pays de la pointe du Raz et de l'Île de Sein, Éd. Palantines, 2005 avec Serge Duigou  (ISBN 2-911434-45-5)
- Histoire du Pays bigouden, Éd. Palantines, 2002, avec Serge Duigou  (ISBN 2-911434-23-4)
- Michel Le Nobletz, 1577-1652, un missionnaire en Bretagne. Préface de Frère Marc Simon, 200 pages, Mémoire de la Ville, Douarnenez, 2001, (2002 : 2e édition).
- En avant de Guingamp : le défi permanent, Éd. Coop Breizh, 2001, avec Didier Rey  (ISBN 2-84346-148-0)
- Douarnenez : histoire d'une ville, Éd. Palantines, 2000  (ISBN 2-911434-11-0)
- Douarnenez, de 1800 à nos jours : essai de géographie historique sur l'identité d'une ville Rennes, Presses universitaires de Rennes, 2000  (ISBN 2-86847-515-9)
- Ports de pêche en crise : l'exemple de Douarnenez, l'Harmattan, 1998 avec Jean-René Couliou, Alain Vilbrod  (ISBN 2-7384-7105-6)
- Flanchec, 1881- 1944, ou l’étrange parcours d’un insoumis, 320 pages, Mémoire de la Ville, Douarnenez, 1997 (1997 : 2e édition ; 1998 : 3e édition)
- En Avant de Guingamp : 1912-1995, l'aventure, Quadrisigne, 1995  (ISBN 2-910373-18-5)